# Autoroute espagnole VA-20
La VA-20 est une avenue qui entoure Valladolid par l'est en desservant les différents zones du centre urbain.
D'une longueur de 16.5 km, elle relie l'A-62 du nord au sud de la ville. 
Elle est composée plusieurs échangeurs qui desserve le centre ville sous forme de giratoires et croisement.
Elle appartient à la Province de Valladolid.

## Tracé
- Elle se déconnecte de l'A-62 au nord tout près de La Overuela.
- Elle contourne le centre urbain par l'est avant croiser la VA-11 en provenance de Soria et la VA-12 en provenance de Madrid.
- Elle se termine en se reconnectant à l'A-62 au sud de la ville.